# 風蕭蕭
《風蕭蕭》，徐訏所著的第一人稱小說，中國抗日戰爭末期（1943年）在重慶《掃蕩報》發表，之後出版單行本。雖是通俗的諜報愛情故事，卻因作者的手法不俗，學界評價甚佳。1943年時，列於暢銷小說榜首，有「重慶江輪，人手一紙」、「1943年徐訏年」之說。在臺灣由正中書局印行。
小说在香港、台湾相继改编成电影、电视剧。在大陆，曾由王安忆担任编剧，改编为话剧。于2018年4、5月间，由上海话剧艺术中心在数家剧场演出。

## 內容概要
《風蕭蕭》全書共五十萬字，採第一人稱。以上海孤岛时期至1941年日军占领为背景。小说描写了美军、国民政府、日军三方谍报人员之间錯綜複雜的活動。着重于男主角「我」與梅瀛子、白蘋、海倫的友誼和浪漫生活。“有英雄在生與死的搏鬥，也有租界醉生夢死的糜爛”。

## 角色
- 徐，即我，美军谍报员[1]。
- 白蘋，百乐门舞女，日本陆军谍报员，实为国民政府潜伏在日本陆军的谍报员[1]。
- 梅瀛子，美军谍报员[1]。
- 海倫，受梅瀛子指挥的交际花，与日军有交际[1]。
- 史蒂芬

## 戲劇改編

### 電影
1954年邵氏兄弟出品
導演：屠光啟
編劇：屠光啟、徐速
演員表
- 李麗華：白蘋

- 嚴俊：徐寧

- 其餘演員：楊志卿、裘萍、林靜、劉恩甲

### 電視劇

#### 1970年台視版
是《台視國語電視小說》第一部電視小說，1970年7月5日開播，由朱白水與魯稚子共同製作，定每日晚間播出30分鐘，以一個月內播完為原則。

##### 製作群
- 聯合製作人：朱白水、饒曉明
- 編劇：丁衣、趙琦彬、文心
- 現場指導：林登義
- 戲劇指導：洪洋
- 美術設計：林保勇
- 音樂指導：王恆
- 主題歌作詞：老沙、徐訏、趙琦彬
- 導播：朱白水、林登義

##### 主要演員／角色
- 江明：徐仲秋
- 白嘉莉：白蘋
- ：梅瀛子
- 崔苔菁：海倫

##### 其他演員
- 趙雅君、李虹、盧迪、江霞、向君、易原、丁香、丁玫、孫越、王宇、張允文、丹陽  等

- 報幕：趙剛（中國廣播公司）

### 1987年華視版
主要演員／角色
- 石峰：林志標
- 張瓊姿：白蘋
- 徐乃麟：徐仲秋
- 曾亞君：梅瀛子
- 鄒林林：阿美
- 藍文青：藍大鵬
- 金超群：葫蘆
- 楊光友：錢三忘
- 劉世範：孫大班
- 陳啟峻：高原
- 李經綸：米可
- 陸一龍：本佐
- 黃仲裕：楊烈
- 楊雄：高橋
- 李又麟：田中
- 孫樹培：吳隊長
- 馬世莉：宮間美子

## 外部連結
1. 1 2 3 4 5 6 7  丁望. . 灼見名家. 2018-08-24  [2021-10-27]. （原始内容存档于2021-10-28） （繁体中文）. （页面存档备份，存于）